# Baie Abatagouche
Baie Abatagouche är en vik i Lac Mistassini, Kanada.   Den ligger i provinsen Québec, i den östra delen av landet, 600 km norr om huvudstaden Ottawa.
Runt Baie Abatagouche är det mycket glesbefolkat, med 2 invånare per kvadratkilometer.